# Akira Nozawa
Akira Nozawa, född 15 augusti 1914 i Hiroshima prefektur, död 13 maj 2000, var en japansk fotbollsspelare.